# ソラシド (アルバム)
『ソラシド』は甲斐名都のミニアルバム。2006年2月5日にインディーズレーベル・力塾より発売。

## 概要
- インディーズ時代2作目のミニアルバム。
- このミニアルバムに収録されている「下北沢南口」は再レコーディングされ、メジャーデビューシングルとして同年11月に発売された。
- 全曲のアレンジは皆川真人によるもの。
- 全曲の作詞・作曲を甲斐名都本人が手がけている。

## 収録曲
1. 下北沢南口
自身が育った街・下北沢をモチーフに作られた楽曲。シングルバージョンとは歌詞が一部異なる。
フジテレビ『くるくるドカン～新しい波を探して～』エンディングテーマ
文化放送『トリノ インフォマルチオーネ』テーマソング
福島中央テレビ『ゴジてれシャトル土曜版』エンディングテーマ
FM栃木 RADIO BERRY『B-BOX』2006年3月度エンディングテーマ
2. 青空シネマ
CSテレ朝チャンネル「Kami-Robo Fight TV」エンディングテーマ
3. おひさま
4. 月夜のコイウタ
5. 空ことば